# Generální kapitán Církve

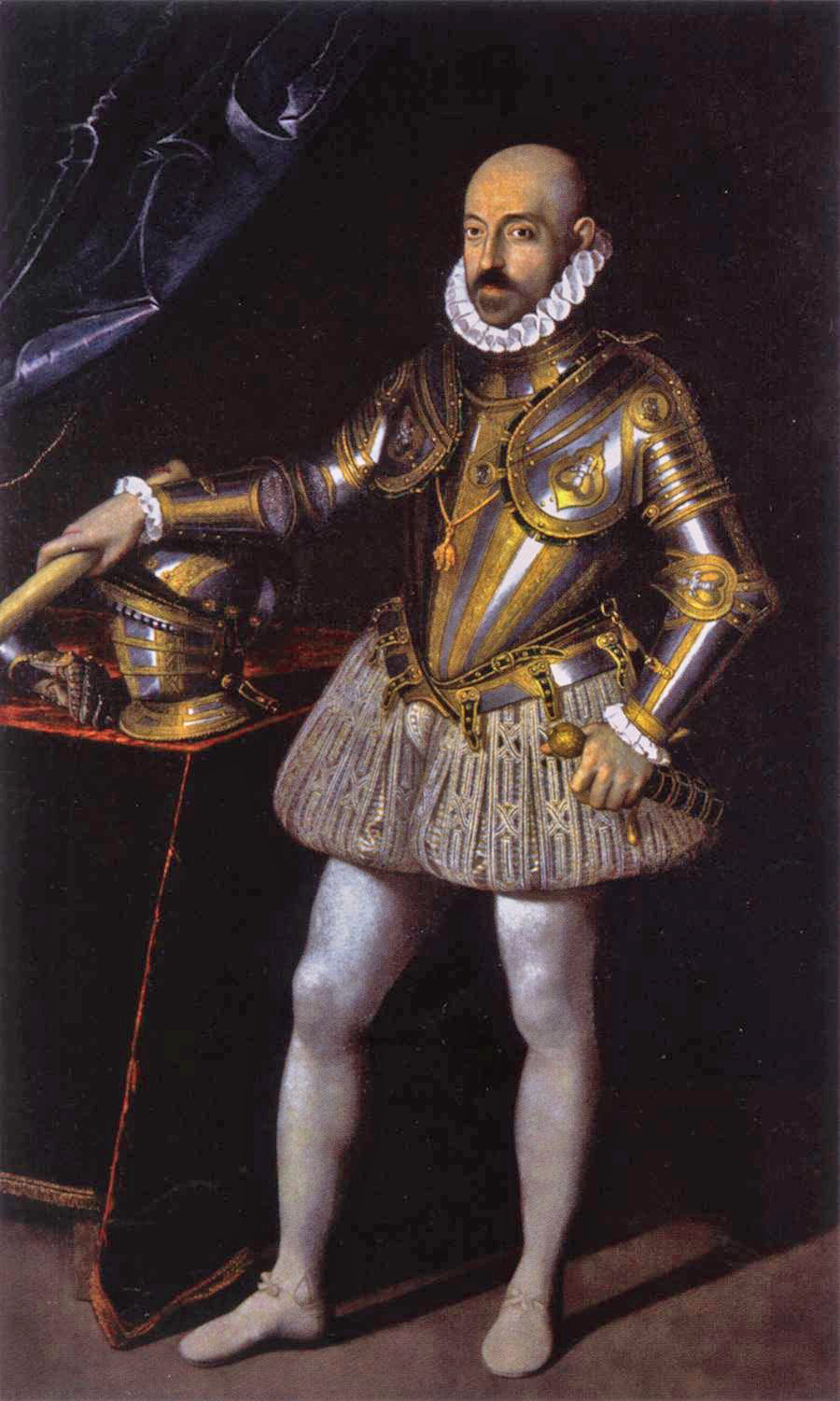
Marcantonio II. Colonna vedl jako generální kapitán papežské loďstvo v bitvě u Lepanta.

Generální kapitán Církve (italsky Capitano generale della Chiesa) byl významný post a titul v hierarchii Papežském státu, který byl obsazován v průběhu středověku a raného novověku. 
Nejprve byl jako čestný titul příležitostně udělován významným křesťanským panovníkům, které papež žádal o vojenskou ochranu a pomoc (obdrželi jej např. Karel Veliký, Jakub II. Aragonský či Filip VI. Francouzský), později byl obsazován pravidelněji věrnými šlechtici a začal odpovídat pozici vrchního velitele vojsk papežského státu.
Jmenovaný generální kapitán zpravidla obdržel maršálskou hůl požehnanou papežem. Podřízen býval zpravidla pouze papeži či jeho ministru války, byl-li jmenován, jen výjimečně mohl být nad ním zřízen ještě vyšší vojenský post. Jeho hlavním úkolem bylo vedení armády v poli.
Vedle tohoto titulu existoval ještě spíše čestný a ceremoniální post Gonfaloniere della Chiesa.  Papež Inocenc XII. oba tituly zrušil.